# Parydra villosissima
Parydra villosissima är en tvåvingeart som beskrevs av Giordani Soika 1956. Parydra villosissima ingår i släktet Parydra och familjen vattenflugor. Inga underarter finns listade i Catalogue of Life.